# Мацумото Сін'я
Сін'я Мацумото (яп. 松本真也; нар. 16 липня 1984, префектура Кіото) — японський борець вільного стилю, бронзовий призер чемпіонату Азії.

## Життєпис
Боротьбою почав займатися з 1989 року. У 2000 році став чемпіоном Азії серед кадетів.
На дорослому рівні найкращим результатом на континентальній першості стала бронзова нагорода на чемпіонаті Азії 2010 року, на чемпіонаті світу — 8 місце у 2011 році.
Виступав за спортивний клуб депарпаменту столичної поліції Токіо. Тренери — Масао Хіїката (з 2006), Тікара Танабе (з 2006).
Закінчив Університет Ніхон. Працює в 6-му мобільному підрозділі столичної поліції Токіо.

## Спортивні результати на міжнародних змаганнях

### Виступи на Чемпіонатах світу
| Змагання                        | Збірна | Вагова категорія          | Місце |
| ------------------------------- | ------ | ------------------------- | ----- |
| Чемпіонат світу з боротьби 2006 | Японія | вільна боротьба, до 84 кг | 10    |
| Чемпіонат світу з боротьби 2009 | Японія | вільна боротьба, до 84 кг | 32    |
| Чемпіонат світу з боротьби 2011 | Японія | вільна боротьба, до 84 кг | 8     |
| Чемпіонат світу з боротьби 2013 | Японія | вільна боротьба, до 84 кг | 32    |

### Виступи на Чемпіонатах Азії
| Змагання                       | Збірна | Вагова категорія          | Місце  |
| ------------------------------ | ------ | ------------------------- | ------ |
| Чемпіонат Азії з боротьби 2007 | Японія | вільна боротьба, до 84 кг | 10     |
| Чемпіонат Азії з боротьби 2010 | Японія | вільна боротьба, до 84 кг | Бронза |
| Чемпіонат Азії з боротьби 2011 | Японія | вільна боротьба, до 84 кг | 10     |
| Чемпіонат Азії з боротьби 2013 | Японія | вільна боротьба, до 84 кг | 9      |

### Виступи на Азійських іграх
| Змагання           | Збірна | Вагова категорія          | Місце |
| ------------------ | ------ | ------------------------- | ----- |
| Азійські ігри 2006 | Японія | вільна боротьба, до 84 кг | 5     |
| Азійські ігри 2014 | Японія | вільна боротьба, до 86 кг | 13    |

### Виступи на Кубках світу
| Змагання                    | Збірна | Вагова категорія          | Місце |
| --------------------------- | ------ | ------------------------- | ----- |
| Кубок світу з боротьби 2013 | Японія | вільна боротьба, до 84 кг | 9     |

### Виступи на інших змаганнях
| Змагання                                                      | Збірна | Вагова категорія          | Місце  |
| ------------------------------------------------------------- | ------ | ------------------------- | ------ |
| Міжнародний меморіал Дейва Шульца 2010                        | Японія | вільна боротьба, до 84 кг | 4      |
| Міжнародний меморіал Дейва Шульца 2011                        | Японія | вільна боротьба, до 84 кг | 5      |
| Відкритий чемпіонат Монголії з боротьби 2014                  | Японія | вільна боротьба, до 86 кг | 8      |
| Меморіал Вацлава Циолковського 2014                           | Японія | вільна боротьба, до 86 кг | 24     |
| Гран-прі «Іван Яригін» 2015                                   | Японія | вільна боротьба, до 86 кг | 14     |
| Олімпійський кваліфікаційний турнір з боротьби 2016 (Астана)  | Японія | вільна боротьба, до 86 кг | Бронза |
| Олімпійський кваліфікаційний турнір з боротьби 2016 (Стамбул) | Японія | вільна боротьба, до 86 кг | 9      |

### Виступи на змаганнях молодших вікових груп
| Змагання                                      | Збірна | Вагова категорія          | Місце  |
| --------------------------------------------- | ------ | ------------------------- | ------ |
| Чемпіонат світу з боротьби серед юніорів 2003 | Японія | вільна боротьба, до 84 кг | 16     |
| Чемпіонат Азії з боротьби серед кадетів 2000  | Японія | вільна боротьба, до 76 кг | Золото |